# Charles Ferdinand Ramuz
Charles Ferdinand Ramuz (ur. 24 września 1878 w Lozannie, zm. 23 maja 1947 tamże) – pisarz szwajcarski tworzący w języku francuskim.
Głównym tematem jego twórczości, w której ukazywał życie górali kantonu Vaud, była walka człowieka z siłami natury. Był autorem licznych opowiadań (m.in. Radość w niebiosach z 1925 oraz Wielka trwoga w górach z 1926) oraz powieści (Pastwisko na Derborence z 1934). Pisał też poezje, eseje i dzienniki.